# Hypersensitivitet
Hypersensitivitet refererar till oönskvärda (skadande, obehagsproducerande och ibland dödliga) reaktioner producerade av det normala immunförsvaret. Hypersensitivitet kräver ett för-sensitiserat immuntillstånd hos värden. Klassificering i fyra grupper gjordes av P. H. G. Gell och Robin Coombs år 1963.
Hypersensitivitet, även kallad överkänslighet, uppkommer när stimuli för olika organ har blivit förhöjda. De mest drabbade områdena är slemhinnorna i luftvägarna, eller mag-tarmkanalen.
Hypersensitivitet påminner väldigt mycket om allergi i allmänt språkbruk, men när man kommer till det medicinska skiljer man de båda åt. Anledningen är att allergi klassas som en gren till hypersensitivitet.

## Typ 1 - Omedelbar (eller atopisk, eller anafylaktisk)
Hypersensitivitet (överkänslighet) som medieras av mastceller som sensitiseras med IgE och utsöndrar histamin vid ytterligare exponering av ett allergen, till exempel katthår. Exempel på sådan hypersensitivitet är astma, anafylaktisk chock, överkänslighet mot penicillin och jordnötsallergi.

## Typ 2 - Antikroppsberoende
Antikroppar binder till antigen som finns på vävnads eller cellytor. Antingen endogena såsom egna celler eller exogena som läkemedelsmetaboliter. Antikroppen medierar sedan inflammation via opsonisering och fagocytos eller komplementaktivering via klassiska vägen. Detta via C3b och C5b kommer inducera inflammation och vävnadsskada.

## Typ 3 - Immunkomplexmedierad
Antikroppar och antigen binds ihop till ett komplex. Kroppens fagocyter har svårt att bryta ner detta immunkomplex som därför avlagras i vävnad. Immunförsvaret kommer då att rekryteras till denna vävnad, vilket orsakar inflammation.

## Typ 4 - Cellmedierad (fördröjd)
Ett lösligt antigen aktiverar CD4+ T-hjälparceller. T-hjälparcellen utsöndrar då cytokiner som aktiverar fagocyter och eosinofiler, som i sin tur frisätter inflammationsinducerande ämnen.